# Mărăcineni, Argeș
Mărăcineni là một xã thuộc hạt Argeș, România. Dân số thời điểm năm 2002 là 4526 người.